# Tiruppur

Tiruppur é uma cidade do Estado de Tamil Nadu, na Índia. Localiza-se no oeste do estado, nas margens do rio Noyil. Tem cerca de 575 mil habitantes. O templo de Shiva existente na cidade atrai muitos peregrinos.